# Thierachern
Thierachern är en ort och kommun i distriktet Thun i kantonen Bern, Schweiz. Kommunen har 2 504 invånare (2023).